# Malinke
Die Malinke (auch Malinké oder Maninka genannt) sind ein afrikanisches Volk, das weite Regionen von Senegal über Mali und Guinea über die Elfenbeinküste und Burkina Faso bis nach Sierra Leone besiedelt.

## Entstehung des Malireiches

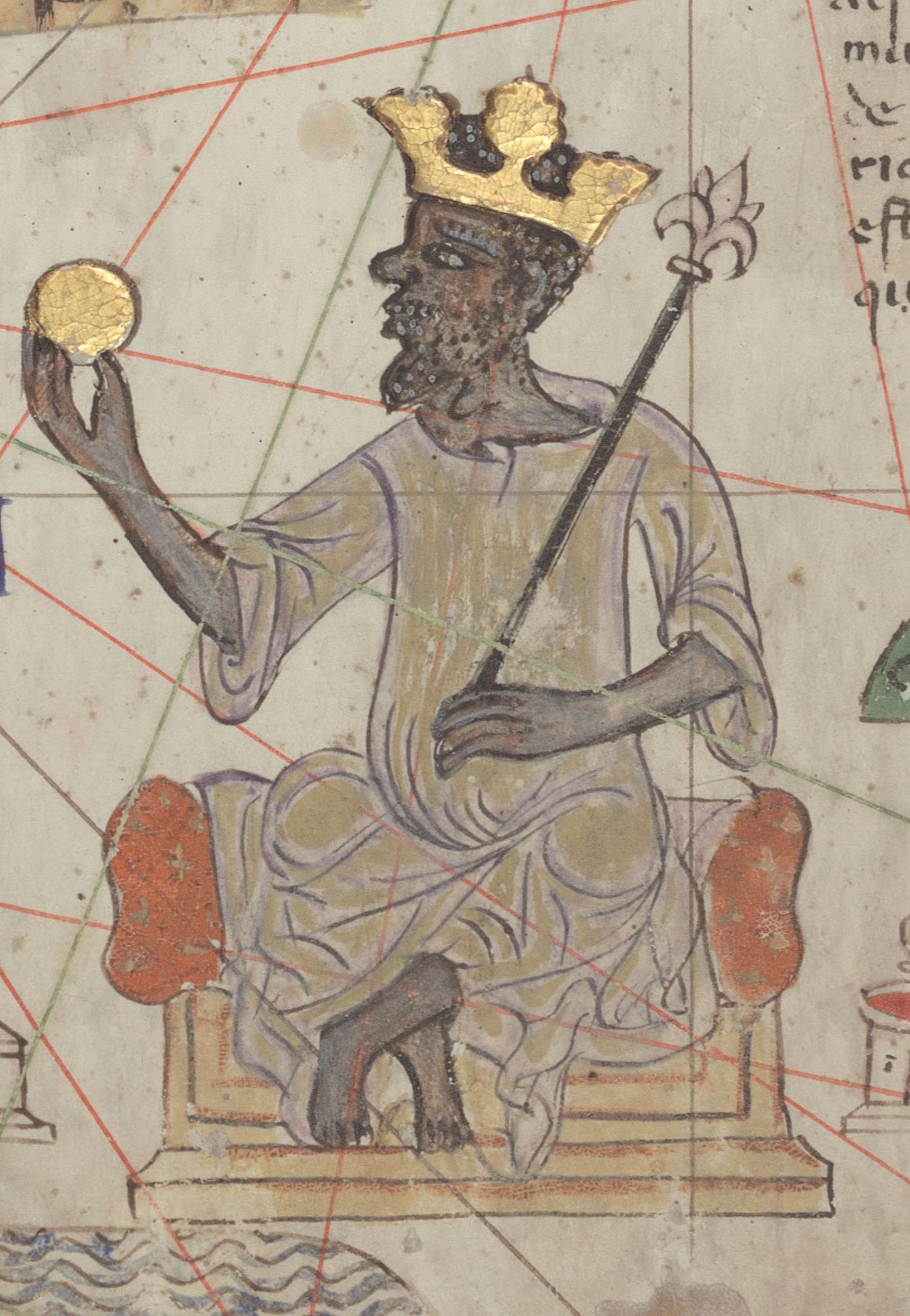
Mansa Musa, König von Mali (1312–1337)

Sie sind nach mündlicher Überlieferung Nachfahren der um 2760 v. Chr. dort eingewanderten Wangara. Sie waren das Hauptvolk des ehemaligen afrikanisch-islamischen Reichs Mali am oberen Niger, das zwischen dem 12. und 17. Jahrhundert bestand. Es wurde im 13. Jahrhundert von den Arabern im Norden islamisiert und hatte im 15. Jahrhundert seine Blütezeit erreicht.
Die Malinke wurden in Europa insbesondere auch durch die Blüte ihres großen Königreichs Mali v. a. im 13.–15. Jahrhundert bekannt, dessen Reichtum und Prunk legendär war und von arabischen Reisenden weitervermittelt wurde. 1324 reiste der damalige König von Mali, Mansa Musa, von Mali nach Mekka und hielt Zwischenstation in Kairo. Er verschenkte dabei so viel Gold, dass nach damaligen Quellen der Kurs des Goldes auf die Dauer von 12 Jahren auf die Hälfte sank. Das Königreich von Mali mit einer Fläche von rund 1 Million km², wies zahlreiche Ministerien auf mit weitreichenden Entwicklungsplänen. Mansa Musa ließ seine Agrarminister Experimente für verbesserte Reissorten auf Versuchsfeldern unternehmen. Er holte nordafrikanische Architekten ins Land, um die lokale Architektur zu verbessern, woraus als Mischkultur die sogenannte „sudanesische Architektur“ entstand (z. B. ersichtlich anhand der Moschee von Djenné in Mali, dem größten Lehmbauwerk der Welt oder der Freitagsmoschee von Timbuktu).

## Kultur
Die heutigen Malinke leben primär von der Landwirtschaft. Es wird hauptsächlich Hirse angebaut, darüber hinaus wird in kleinem Umfang Viehzucht betrieben, jedoch vorwiegend zum Handeln und aus Prestigegründen. Die Häuser der Malinke sind die typischen Rundhäuser der Region, strohgedeckt und in kleinen Dörfern mit Palisadenzaun gruppiert.

### Sprache
Ihre Sprache, Maninka, in verschiedenen Varianten Malinke, Maninka, Manenka etc. genannt, ist eine der Hauptvarianten des Mandenkan (neben dem Bambara) und gehört damit zur Gruppe der Mande-Sprachen. Es wird in der eigenen N’Ko-Schrift geschrieben.

### Musik

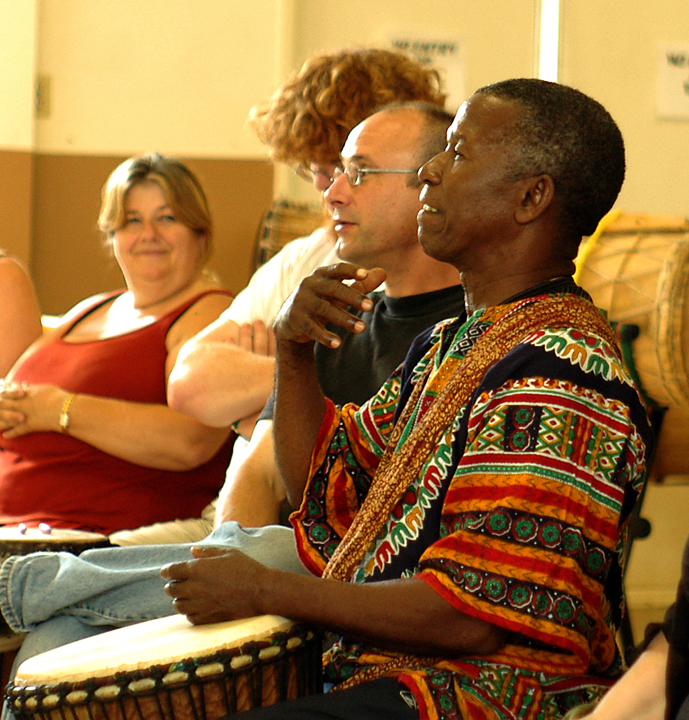
Famadou Konate spielt traditionelle Musik der Malinke

Die Malinke sind berühmt für ihre rhythmusbetonte Musik mit unterschiedlichen Trommeln. Die einfellige Bechertrommel djembé ist zentraler Bestandteil der Malinke-Musik, hinzu kommen die drei zweifelligen Zylindertrommeln dunun mit der Basstrommel doundounba, der mittelgroßen sangban und der kleinen kenkeni (kensedeni). In der Regel werden drei dunun zusammen mit drei djembé gespielt, wobei die Zylindertrommeln einen 12/8 bzw. 16/8-Takt spielen. Die Begleitung der Trommeln erfolgt durch Balafon und Rasseln, dazu kommen häufig Gesang (aus einem Solisten und zwei Begleitstimmen) und Tanz.
Die Tradition des von den Malinke als ältestes Balafon verehrten Instruments sosso-bala wurde 2008 in die Repräsentative Liste des immateriellen Kulturerbes der Menschheit für Guinea aufgenommen.
Die traditionelle Musik wird wesentlich von den Griots (jali, Plural jalolu) geprägt, die früher Hofmusiker und Preisliedsänger waren. Eine andere traditionelle Musik gehört zum Umfeld der ehemaligen Jäger und Krieger. Weitere Musikinstrumente der Malinke, die ähnlich auch bei anderen Ethnien vorkommen, sind die unter dem Arm gehaltene Sanduhrtrommel tama, die Stegharfen bolon und simbi und die Binnenspießlaute koni. Seltenere Musikinstrumente sind die Querflöte tami fle und das quer geblasene Einfachrohrblattinstrument tunturu. Nicht zu den Griots wird eine fina genannte Gruppe Sängern gezählt, die religiöse Verse (Hadiso) aus dem Koran vortragen.
International bekannte Djembé-Spieler der Malinke sind Famoudou Konaté (* 1940) und Mamady Keïta (1950–2021).

### Religion
Seit dem 12. Jahrhundert sind die Malinke mehrheitlich Muslime.